# ヘルマン・ゲーリング国家工場

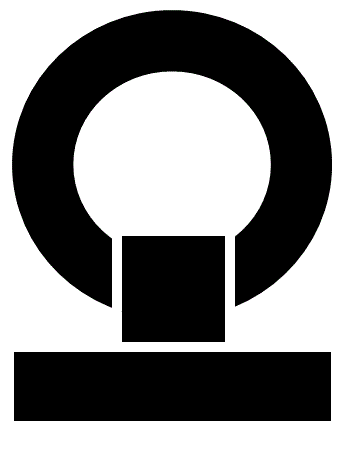
ヘルマン・ゲーリング国家工場のロゴ。

ヘルマン・ゲーリング国家工場（ドイツ語: Reichswerke Hermann Göring）は、ヘルマン・ゲーリングが創設したドイツ最大規模の鉄鋼企業。

## 歴史
鉄鉱石の不足から四カ年計画に反して輸入の拡大を望んでいた既存の鉄鋼資本に対抗するため、ゲーリングは1937年6月16日に国内鉄鉱石の開発とそれを基盤とする鉄鋼プラントの建設計画を打ち上げた。こうして7月15日にザルツギッターにおいて全額政府引き受けによる資本金500万マルクで「ヘルマン・ゲーリング鉱山・製鉄」を設立させた。合同製鋼など既存の鉄鋼資本も最終的にはゲーリングと妥協していった。
1938年2月の増資で「ヘルマン・ゲーリング鉱山・製鉄」はIG・ファルベン、合同製鋼に次ぐ大企業となった。1938年7月に同社は「ヘルマン・ゲーリング国家工場」に改組され、その下に鉱山・製鉄、兵器・機械、内陸水運の三部門を置く体制へと変更された。この事業によってゲーリングは巨万の富を得た。